# زواج الأطفال في الكونغو
في 2017 في جمهورية الكونغو الديمقراطية، 37% من الفتيات تم تزويجهن قبل سن الثامنة عشر، و10% تم تزويجهن قبل سن الخامسة عشر. الكونغو هي الدولة التاسعة عشر في ترتيب الدول من حيث زواج الأطفال.
في كثيرٍ من مجتمعات الكونغو، هناك تقليدٍ يسمح بزواج الفتيات الصغيرات، وليس السبب دينيًا كما يعتقد العديد من الناس. إن إزاحة السكان عن مناطقهم بالقوة والفقر وضغط العائلة كلها عوامل تساعد على زيادة الظاهرة.
زاد الصراع العسكري من انتشار ظاهرة الزواج المبكر، لأنه تسبب في زيادة العنف الجنسي، والقانون عاجزٌ عن معاقبة المجرمين. هناك تقريبًا 200 ألف فتاة وامرأة في الكونغو تعرضن للعنف الجنسي بسبب الحرب.
أظهرت التحليلات أن الفتيات الصغيرات اللاتي مارسن الجنس لأول مرة قبل سن السادسة عشر هم أكثر عرضة للزواج المبكر بنسبة 73.5% أكثر من الفتيات اللاتي مارسن الجنس لأول مرة بين الثامنة عشر والرابعة والعشرين.